# کلیسای سانتا ماریا این کوسمدین

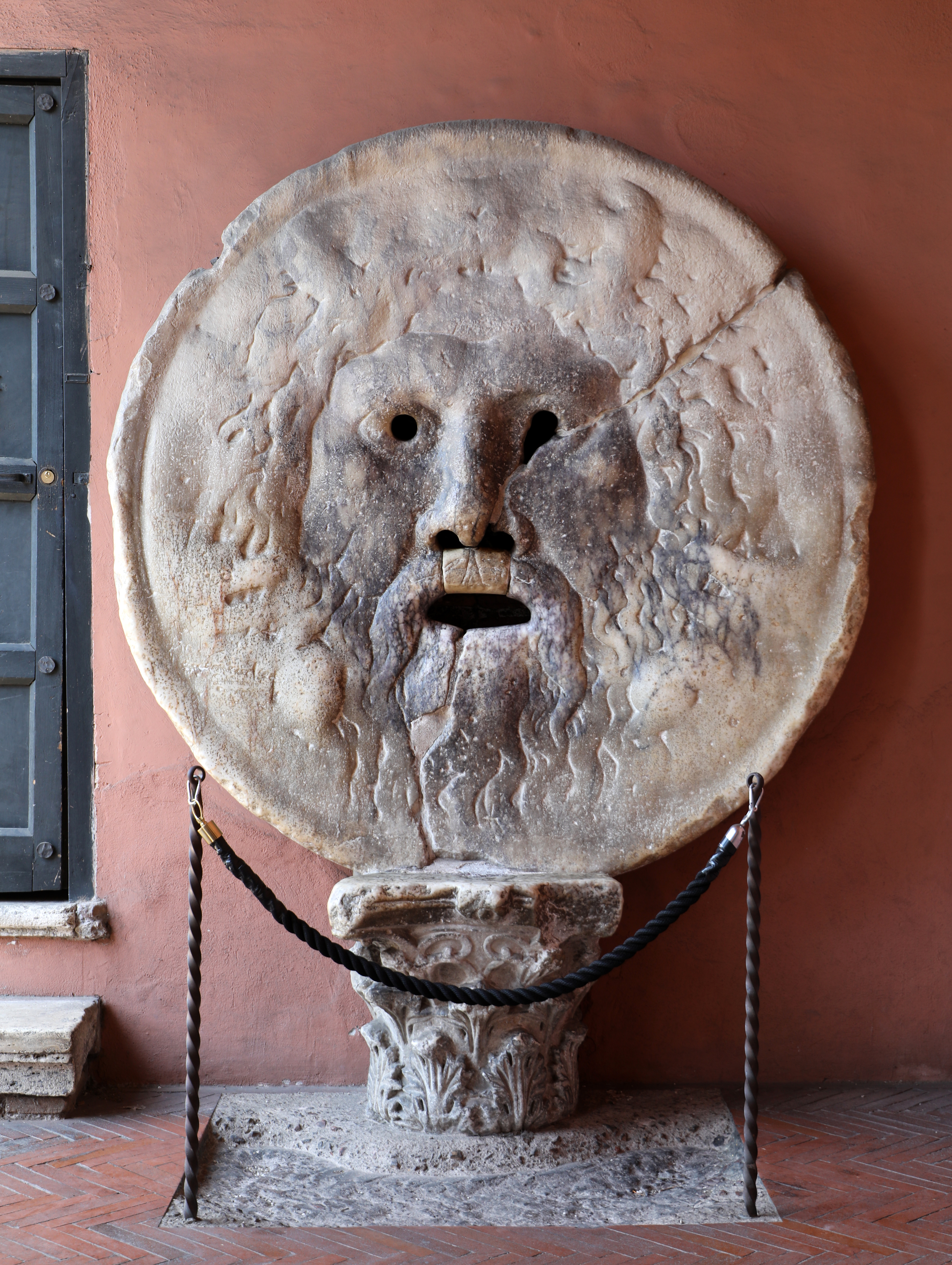
دهان حقیقت

بازیلیکا سانتا ماریا این کوسمدین (به ایتالیایی: Santa Maria in Cosmedin) کلیسایی کوچک در شهر رم در کشور ایتالیا است که در سده ۸ میلادی ساخته شده است، یکی از دلایل شهرت این کلیسا وجود ماسک مرمرین «دهان حقیقت» است.
درون کلیسا ماسک مرمرین به نام «دهان حقیقت» (Bocca della Verità) وجود دارد که گفته می‌شود، اگر فردی دستش را داخل دهان حقیقت بگذارد و دروغ بگوید، دهان بسته خواهد شد و دستش قطع می‌شود.
صحنه‌ای از فیلم کمدی رمانتیک «تعطیلات در رم» به کارگردانی ویلیام وایلر در این کلیسا فیلمبرداری شده است.